# Aeschynomene mossambicensis
Aeschynomene mossambicensis är en ärtväxtart som beskrevs av Bernard Verdcourt. Aeschynomene mossambicensis ingår i släktet Aeschynomene och familjen ärtväxter.

## Underarter
Arten delas in i följande underarter:
- A. m. longestipitata
- A. m. mossambicensis